# Metropolitana di Fukuoka
La Metropolitana di Fukuoka (福岡市地下鉄?, Fukuoka-shi Chikatetsu) è il sistema di metropolitana a Fukuoka in Giappone. La metropolitana attualmente dispone di 3 linee operative per una lunghezza di 29,8 km ed è servita da 35 stazioni.
Tutte le stazioni sono dotate di porte di banchina automatiche, e le linee sono operate automaticamente, anche se per precauzione in tutti i treni sono presenti autisti.
Le linee sono gestite dall'Ufficio municipale dei trasporti di Fukuoka. A differenza della maggior parte degli altri operatori pubblici in Giappone, la società gestisce solo metropolitane senza linee di autobus.

## Linee

### Linee metropolitane
| Colore & Icona | Colore & Icona | Nome           | Codice | Scartamento | Inaugurazione | Ultima estensione | Lunghezza | Stazioni |
| -------------- | -------------- | -------------- | ------ | ----------- | ------------- | ----------------- | --------- | -------- |
| Arancio        |                | Linea Kūkō     | K      | 1.067 mm    | 1981          | 1993              | 13,1      | 13       |
| Blu            |                | Linea Hakozaki | H      | 1.067 mm    | 1982          | 1986              | 4,7       | 7        |
| Verde          |                | Linea Nanakuma | N      | 1.435 mm    | 2005          | -                 | 12,0      | 16       |

### Servizi diretti
Come in diverse altre metropolitane giapponesi, anche la metropolitana di Fukuoka è dotata di servizi continuativi fra metro e ferrovie suburbane:
|                                            | Linea | Linee di prosecuzione                  |
| ------------------------------------------ | ----- | -------------------------------------- |
|                                            | Kūkō  | Linea Chikuhi (da Meinohama a Karatsu) |
| Linea Karatsu (da Karatsu a Nishi-Karatsu) | Kūkō  |                                        |

### Progetti in corso
| Colore & Icona | Colore & Icona | Nome           | Codice | Sezione                   | Lunghezza | Stazioni | Apertura prevista |
| -------------- | -------------- | -------------- | ------ | ------------------------- | --------- | -------- | ----------------- |
| Verde          |                | Linea Nanakuma | N      | da Tenjin-Minami a Hakata | 1,6       | 3        | 2020              |

## Biglietti
I prezzi sono quelli per adulti. Sono disponibili biglietti per bambini a prezzo dimezzato e arrotondato per eccesso alla decina.
| Settori        | Prezzo (yen) |
| -------------- | ------------ |
| 1 (1 – 3 km)   | 200          |
| 2 (4 – 7 km)   | 250          |
| 3 (8 – 11 km)  | 290          |
| 4 (12 – 14 km) | 320          |
| 5 (15 – 18 km) | 340          |
| 6 (19 – 20 km) | 360          |

- Oltre ai biglietti cartacei, sulla metropolitana è possibile utilizzare dal 2009 anche i biglietti elettronici ricaricabili Hayakaken. Oltre ad essi sono accettate anche le carte SUGOCA della JR Kyushu, le nimoca della Nishitetsu e la SUICA della JR East.[2][3]
- Nell'interscambio fra le linee Nanakuma e Hakozaki presso le stazioni di Tenjin e Tenjin-Minami è necessario uscire dai tornelli e percorrere un tratto a piedi. Tuttavia, se si completa l'interscambio entro 120 minuti non è necessario acquistare un secondo biglietto.
- Utilizzando il biglietto prepagato "Wai Wai Card" della JR Kyushu, il prezzo di una corsa sulla metropolitana è scontato di 20 yen
- È disponibile un biglietto giornaliero per corse illimitate sulla metropolitana a un prezzo di 600 yen

## Materiale rotabile
- Serie 1000 (Linee Kūkō e Hakozaki)
- Serie 2000 (Linee Kūkō e Hakozaki)
- Serie 3000 (Linea Nanakuma)

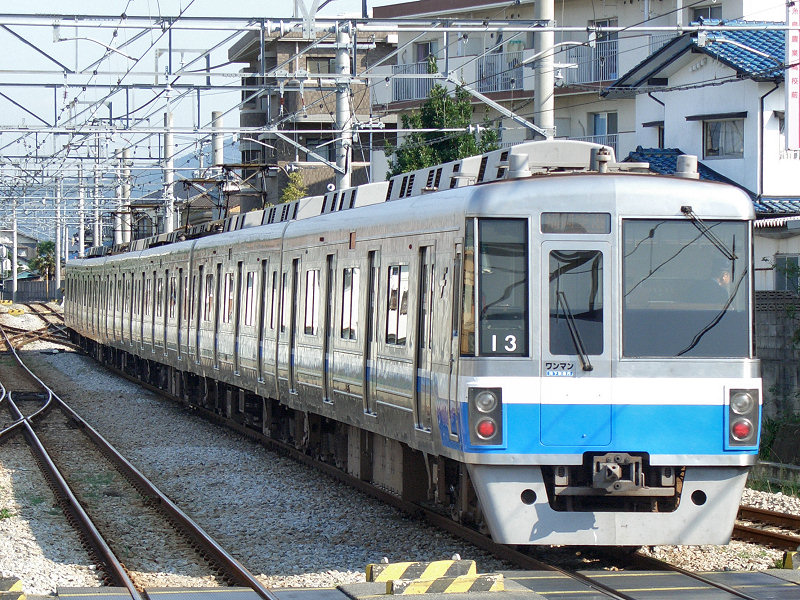
Serie 1000
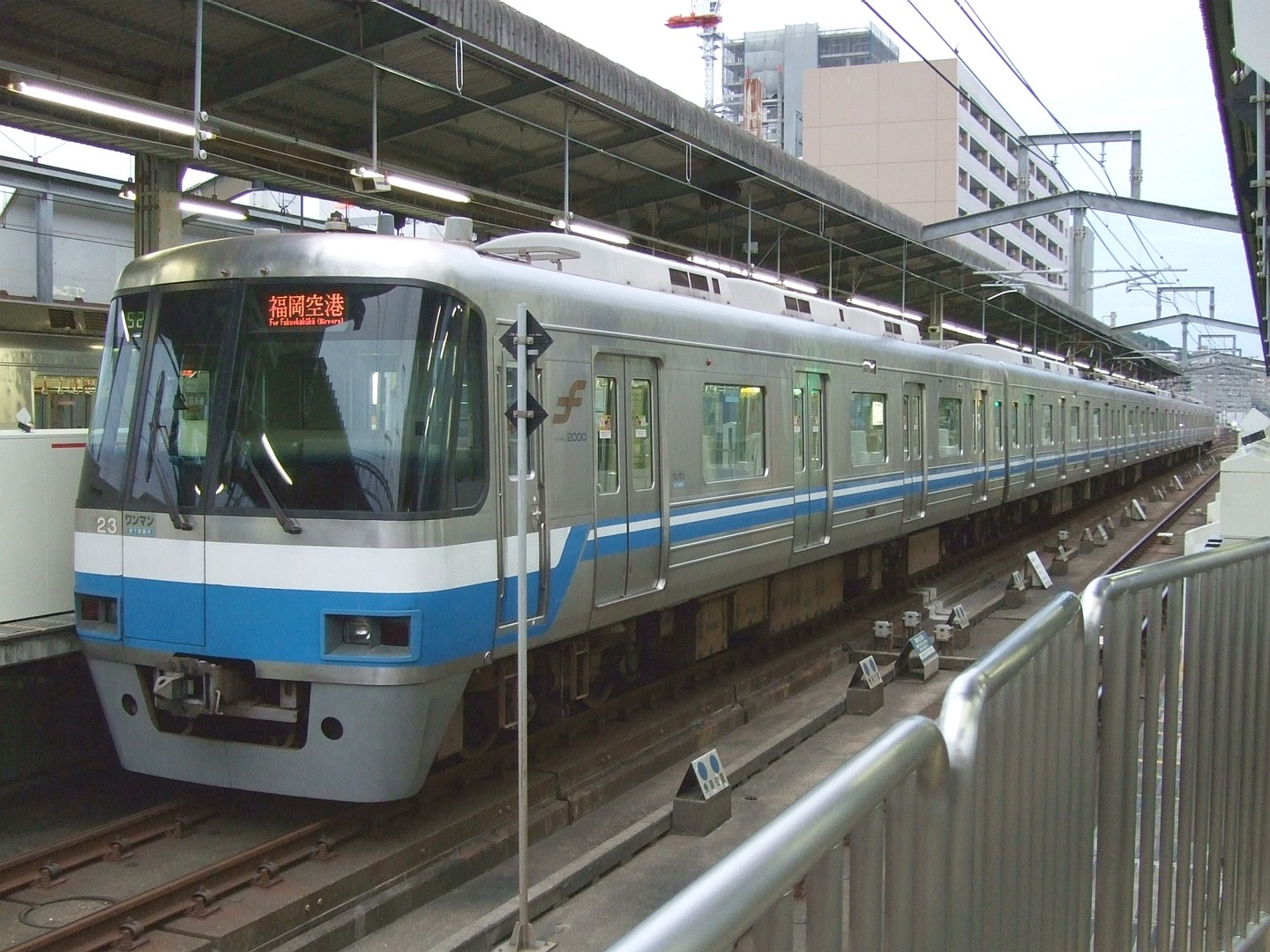
Serie 2000
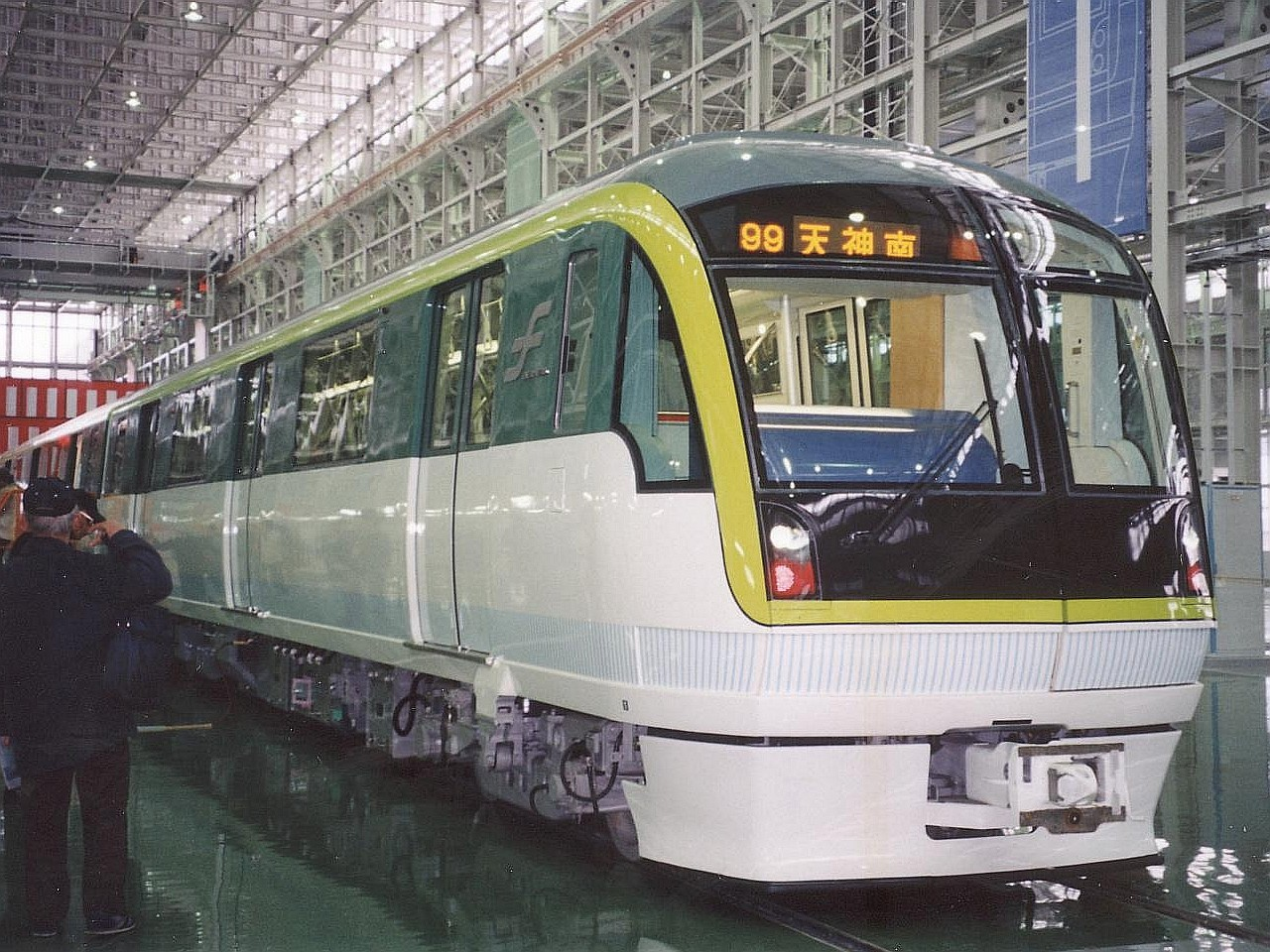
Serie 3000

## Progetti futuri
In futuro si prevede di estendere ulteriormente la rete. La linea Nanakuma verrà portata fino alla stazione di Hakata e la linea Kūkō fino al parco di Higashi-Hirao.

## Ufficio municipale dei trasporti di Fukuoka
L'Ufficio municipale dei trasporti di Fukuoka (福岡市交通局?, Fukuoka-shi Kōtsū-kyoku) è un ente pubblico locale che gestisce attività di trasporto pubblico nella città di Fukuoka. L'organizzazione gestisce le linee metropolitane della città ed è stata fondata nel 1973.